# Liste der Stadtteile von Hattingen
Die Liste der Stadtteile von Hattingen nennt Stadtteile und Ortsteile der Stadt Hattingen, Ennepe-Ruhr-Kreis.
Das heutige Stadtgebiet entstand am 1. Januar 1970 durch das Gesetz zur Neugliederung des Ennepe-Ruhr-Kreises und die Auflösung der Ämter Hattingen und Blankenstein.

## Liste
| Bezeichnung         | Einwohner mit Haupt- wohnung 1 | Fläche in km² | Anmerkungen |
| ------------------- | ------------------------------ | ------------- | --- |
| Blankenstein        | 2.855                          | 4,93          | Die Gemeinde Blankenstein hatte seit dem 1. April 1966 Stadtrechte, und kam (ohne Buchholz) zum 1. Januar 1970 nach Hattingen.                                                       |
| Bredenscheid-Stüter | 3.090                          | 15,76         | Die Gemeinde Bredenscheid-Stüter kam zum 1. Januar 1970 nach Hattingen. Zu Bredenscheid-Stüter gehören Bredenscheid und Niederstüter.                                                |
| Hattingen-Mitte     | 20.127                         | 6,54          | |
| Holthausen          | 5.831                          | 8,43          | Die Gemeinde Holthausen kam am 1. April 1966 zu Blankenstein und am 1. Januar 1970 zu Hattingen.                                                                                     |
| Niederbonsfeld      | 2.507                          | 4,33          | Niederbonsfeld kam am 1. Januar 1970 zu Hattingen. |
| Niederelfringhausen | 184                            | 4,67          | Die Gemeinde Niederelfringhausen kam am 1. Januar 1970 zu Hattingen. |
| Niederwenigern      | 6.000                          | 6,15          | Die Gemeinde Niederwenigern wurde am 1. April 1926 in die Gemeinde Winz eingegliedert. Mit dieser kam der Ort am 1. Januar 1970 zu Hattingen. Zu Niederwenigern gehört auch Dumberg. |
| Oberelfringhausen   | 354                            | 7,26          | Die Gemeinde Oberelfringhausen kam am 1. Januar 1970 zu Hattingen. |
| Oberstüter          | 223                            | 4,69          | Die Gemeinde Oberstüter kam am 1. Januar 1970 zu Hattingen. |
| Welper              | 7.123                          | 3,27          | Die Gemeinde Welper kam am 1. April 1966 zu Blankenstein und zum 1. Januar 1970 zu Hattingen.                                                                                        |
| Winz-Baak           | 8.053                          | 5,36          | Zu Winz-Baak gehören Winz, Baak und Rauendahl. Am 1. April 1939 kamen Baak und Rauendahl zu Hattingen. Am 1. Januar 1970 wurde Winz eingemeindet.                                    |
| Summe               | 56.345                         | 71,39         | |